# Segona Divisió 2005/06
Die Segona Divisió 2005/06 war die siebte Spielzeit der zweithöchsten Fußballliga in Andorra. Die reguläre Saison begann am 24. September 2005 und endete am 12. März 2006. Die Aufstiegsrunde wurde vom 19. März bis 30. April 2006 durchgeführt.
Am Saisonende stieg der Tabellenerste auf und der Zweitplatzierte hatte noch die Chance über ein Relegationsspiel gegen den Siebten der Primera Divisió aufzusteigen.

## Reguläre Saison

### Tabelle
| Pl. | Verein                   | Sp. | S  | U | N | Tore    | Diff. | Punkte |
| --- | ------------------------ | --- | -- | - | - | ------- | ----- | ------ |
| 1.  | FC Encamp (A)            | 12  | 10 | 2 | 0 | 050:600 | +44   | 32     |
| 2.  | Casa Estrella de Benfica | 12  | 7  | 2 | 3 | 023:180 | +5    | 23     |
| 3.  | UE Engordany             | 12  | 7  | 1 | 4 | 033:260 | +7    | 22     |
| 4.  | FC Santa Coloma B        | 12  | 6  | 1 | 5 | 024:190 | +5    | 19     |
| 5.  | Sporting Club d’Escaldes | 12  | 3  | 2 | 7 | 014:360 | −22   | 11     |
| 6.  | Installacions Principat  | 12  | 2  | 1 | 9 | 011:300 | −19   | 07     |
| 7.  | FC Lusitanos B           | 12  | 2  | 1 | 9 | 008:280 | −20   | 07     |

| (A) | Absteiger der letzten Saison |

## Kreuztabelle
| 2005/06                  | Casa Estrella de Benfica | FC Encamp | UE Engordany | Sporting Club d’Escaldes | FC Lusitanos B | Installacions Principat | FC Santa Coloma B |
| Casa Estrella de Benfica |                          | 0:1       | 4:1          | 2:2                      | 1:0            | 3:0                     | 0:5               |
| FC Encamp                | 3:0                      |           | 2:3          | 9:0                      | 8:1            | 4:0                     | 4:1               |
| UE Engordany             | 1:2                      | 1:8       |              | 8:1                      | 2:0            | 7:2                     | 2:4               |
| Sporting Club d’Escaldes | 1:2                      | 0:3       | 2:3          |                          | 2:1            | 1:5                     | 0:1               |
| FC Lusitanos B           | 0:2                      | 1:4       | 0:3          | 1:1                      |                | 1:0                     | 2:1               |
| Installacions Principat  | 2:4                      | 0:0       | 0:1          | 1:2                      | 1:0            |                         | 0:4               |
| FC Santa Coloma B        | 2:2                      | 0:4       | 1:2          | 0:2                      | 2:1            | 3:0                     |                   |

## Aufstiegsplayoff

### Abschlusstabelle
| Pl. | Verein                   | Sp. | S | U | N | Tore    | Diff. | Punkte | Bonus | Gesamt |
| --- | ------------------------ | --- | - | - | - | ------- | ----- | ------ | ----- | ------ |
| 1.  | FC Encamp                | 6   | 4 | 2 | 0 | 014:600 | +8    | 14     | 32    | 46     |
| 2.  | UE Engordany (A)         | 6   | 4 | 0 | 2 | 011:900 | +2    | 12     | 22    | 34     |
| 3.  | Casa Estrella de Benfica | 6   | 0 | 2 | 4 | 003:110 | −8    | 02     | 23    | 25     |
| 4.  | FC Santa Coloma B        | 6   | 1 | 2 | 3 | 009:110 | −2    | 05     | 19    | 24     |

| (A) | Absteiger der letzten Saison |

### Kreuztabelle
| 2005/06                  | FC Encamp | UE Engordany | Casa Estrella de Benfica | FC Santa Coloma B |
| FC Encamp                |           | 2:1          | 1:1                      | 3:3               |
| UE Engordany             | 0:3       |              | 4:1                      | 4:2               |
| Casa Estrella de Benfica | 0:2       | 0:1          |                          | 1:1               |
| FC Santa Coloma B        | 1:2       | 0:1          | 2:0                      |                   |

## Relegation
Der Siebtplatzierte der Primera Divisió bestritt im Anschluss an die Saison zwei Relegationsspiele gegen den Zweitplatzierten der Segona Divisió.
|                                            | Gesamt |                                           | Hinspiel | Rückspiel |
| ------------------------------------------ | ------ | ----------------------------------------- | -------- | --------- |
| CE Principat (Siebter der Primera Divisió) | 3:0    | UE Engordany (Zweiter der Segona Divisió) | 3:0      | 0:0       |